# Supercopa de Islas Feroe 2022
La Supercopa de Islas Feroe 2022 fue la XVI edición del torneo. Se disputó a un único partido el 27 de febrero de 2022 en el Estadio Tórsvøllur en Tórshavn.
Esta edición de la Supercopa enfrentó el campeón de Liga de la temporada 2021, el KÍ Klaksvík, y el B36 Tórshavn, campeón de la Copa de Islas Feroe de la misma temporada.
KÍ Klaksvík se impuso por 3-1 al B36 Tórshavn adjudicándose el título por segunda vez.

## Participantes
|  | KÍ  |  |  |  | Campeón de la Primera División de Islas Feroe (2021) |
|  | B36 |  |  |  | Campeón de la Copa de Islas Feroe (2021)             |

## Final
| 27 de febrero de 2022, 16:00 | KÍ Klaksvík                                                   | 3:1 (2:0) | B36 Tórshavn   | Tórsvøllur, Tórshavn                                  |                                                       |
|                              | Jóannes Bjartalíð 22' · Mads Mikkelsen 43' · René Joensen 48' | Reporte   | Przybylski 89' | Asistencia: 500 espectadores Árbitro(s): Rúni Gaardbo | Asistencia: 500 espectadores Árbitro(s): Rúni Gaardbo |

### Campeón
| Campeón Supercopa de Islas Feroe 2022 |
| ------------------------------------- |
| KÍ Klaksvík 2° título                 |